# Bletterans
Bletterans és un municipi francès situat al departament del Jura i a la regió de Borgonya - Franc Comtat. L'any 2007 tenia 1.392 habitants.

## Demografia

### Població
El 2007 la població de fet de Bletterans era de 1.392 persones. Hi havia 744 famílies de les quals 374 eren unipersonals (165 homes vivint sols i 209 dones vivint soles), 225 parelles sense fills, 106 parelles amb fills i 39 famílies monoparentals amb fills.
La població ha evolucionat segons el següent gràfic:
Habitants censats

### Habitatges
El 2007 hi havia 817 habitatges, 746 eren l'habitatge principal de la família, 29 eren segones residències i 42 estaven desocupats. 393 eren cases i 361 eren apartaments. Dels 746 habitatges principals, 302 estaven ocupats pels seus propietaris, 423 estaven llogats i ocupats pels llogaters i 21 estaven cedits a títol gratuït; 104 tenien una cambra, 100 en tenien dues, 159 en tenien tres, 184 en tenien quatre i 199 en tenien cinc o més. 500 habitatges disposaven pel capbaix d'una plaça de pàrquing. A 340 habitatges hi havia un automòbil i a 199 n'hi havia dos o més.

### Piràmide de població
La piràmide de població per edats i sexe el 2009 era:
| Homes | Edats   | Dones |
| ----- | ------- | ----- |
| 0     | 95 o +  | 4     |
| 1     | 90 a 94 | 13    |
| 12    | 85 a 89 | 32    |
| 28    | 80 a 84 | 34    |
| 33    | 75 a 79 | 47    |
| 35    | 70 a 74 | 54    |
| 29    | 65 a 69 | 43    |
| 20    | 60 a 64 | 40    |
| 28    | 55 a 59 | 27    |
| 62    | 50 a 54 | 41    |
| 28    | 45 a 49 | 42    |
| 53    | 40 a 44 | 50    |
| 35    | 35 a 39 | 41    |
| 57    | 30 a 34 | 43    |
| 57    | 25 a 29 | 49    |
| 28    | 20 a 24 | 52    |
| 40    | 15 a 19 | 44    |
| 52    | 10 a 14 | 23    |
| 41    | 5 a 9   | 43    |
| 54    | 0 a 4   | 26    |

## Economia
El 2007 la població en edat de treballar era de 828 persones, 635 eren actives i 193 eren inactives. De les 635 persones actives 565 estaven ocupades (310 homes i 255 dones) i 70 estaven aturades (39 homes i 31 dones). De les 193 persones inactives 78 estaven jubilades, 37 estaven estudiant i 78 estaven classificades com a «altres inactius».

### Ingressos
El 2009 a Bletterans hi havia 715 unitats fiscals que integraven 1.319 persones, la mediana anual d'ingressos fiscals per persona era de 16.135 €.

### Activitats econòmiques
Dels 198 establiments que hi havia el 2007, 5 eren d'empreses alimentàries, 8 d'empreses de fabricació d'altres productes industrials, 21 d'empreses de construcció, 64 d'empreses de comerç i reparació d'automòbils, 8 d'empreses de transport, 8 d'empreses d'hostatgeria i restauració, 10 d'empreses financeres, 9 d'empreses immobiliàries, 17 d'empreses de serveis, 32 d'entitats de l'administració pública i 16 d'empreses classificades com a «altres activitats de serveis».
Dels 56 establiments de servei als particulars que hi havia el 2009, 1 era una oficina d'administració d'Hisenda pública, 1 gendarmeria, 1 oficina de correu, 4 oficines bancàries, 2 funeràries, 6 tallers de reparació d'automòbils i de material agrícola, 1 taller d'inspecció tècnica de vehicles, 1 autoescola, 2 paletes, 4 guixaires pintors, 6 fusteries, 2 lampisteries, 2 electricistes, 1 empresa de construcció, 6 perruqueries, 2 veterinaris, 6 restaurants, 6 agències immobiliàries i 2 salons de bellesa.
Dels 39 establiments comercials que hi havia el 2009, 2 eren supermercats, 1 un supermercat, 1 una botiga de més de 120 m², 4 fleques, 1 una fleca, 1 una carnisseria, 2 llibreries, 8 botigues de roba, 1 una botiga de roba, 3 sabateries, 1 una sabateria, 4 botigues de mobles, 1 una botiga de mobles, 1 una botiga de material esportiu, 1 una botiga de material de revestiment de parets i terra, 2 joieries i 5 floristeries.
L'any 2000 a Bletterans hi havia 3 explotacions agrícoles.

## Equipaments sanitaris i escolars
El 2009 hi havia 1 centre de salut, 2 farmàcies i 1 ambulància.
El 2009 hi havia 1 escola maternal i 1 escola elemental. Bletterans disposava d'un col·legi d'educació secundària amb 354 alumnes.

## Poblacions més properes
El següent diagrama mostra les poblacions més properes.